# Антологія. Том 2
Піккардійська Терція. Антологія. Том 2. Фолк — збірка львівського вокального колективу Піккардійська Терція.

## Перелік пісень
1. Туман яром
2. Світи, місяченько
3. Через річку по помості
4. Гаю, гаю, зелен розмаю
5. Ой, дубе, дубе…
6. Гей, пливе кача…
7. Горіла сосна
8. А у полі річка
9. Ой, Марічко
10. Зродилися терки
11. Чорноморець
12. Червоненький бурячок
13. Йшли корови…
14. Ставок заснув
15. Гой, гой
16. Хоральна прелюдія